# Habib Maïga
Habib Digbo G'nampa Maïga (sinh ngày 1 tháng 1 năm 1996) là cầu thủ bóng đá người Bờ Biển Ngà đang thi đấu cho câu lạc bộ Metz. Anh chơi ở vị trí tiền vệ phòng ngự hoặc tiền vệ trung tâm.

## Sự nghiệp câu lạc bộ

### Saint-Étienne
Sau khi trải qua ở đội dự bị, Maïga ra mắt cho đội bóng Ligue 1 vào ngày 4 tháng 3 năm 2017 trước Bastia. Anh thi đấu toàn bộ trận trong trận hòa 0–0 trên sân khách. Anh ghi bàn thắng đầu tiên cho 'Les verts' vào ngày 14 tháng 10 năm 2017 khi vào sân từ ghế dự bị trước FC Metz và có chiến thắng 3–1 ở phút thứ 95.

### Arsenal Tula
Vào ngày 21 tháng 2 năm 2018, anh gia nhập Câu lạc bộ Nga F.K. Arsenal Tula theo dạng cho mượn đến hết mùa giải 2017–18.

## Thống kê sự nghiệp

### Câu lạc bộ
Tính đến 30 tháng 7 năm 2020
| Câu lạc bộ          | Mùa giải            | Giải vô địch                | Giải vô địch | Giải vô địch | Cúp  | Cúp | Cúp Liên đoàn | Cúp Liên đoàn | Châu Âu | Châu Âu | Khác | Khác | Tổng cộng | Tổng cộng |
| Câu lạc bộ          | Mùa giải            | Hạng đấu                    | Trận         | Bàn          | Trận | Bàn | Trận          | Bàn           | Số trận | Trận    | Trận | Bàn  | Trận      | Bàn       |
| ------------------- | ------------------- | --------------------------- | ------------ | ------------ | ---- | --- | ------------- | ------------- | ------- | ------- | ---- | ---- | --------- | --------- |
| Saint-Étienne       | 2016–17             | Ligue 1                     | 5            | 0            | 0    | 0   | 0             | 0             | 0       | 0       | —    | —    | 5         | 0         |
| Saint-Étienne       | 2017–18             | Ligue 1                     | 13           | 1            | 0    | 0   | 0             | 0             | —       | —       | —    | —    | 13        | 1         |
| Arsenal Tula        | 2017–18             | Giải bóng đá ngoại hạng Nga | 1            | 0            | —    | —   | —             | —             | —       | —       | —    | —    | 1         | 0         |
| Metz (mượn)         | 2018–19             | Ligue 2                     | 16           | 2            | 5    | 1   | 1             | 0             | —       | —       | —    | —    | 22        | 3         |
| Metz                | 2019–20             | Ligue 1                     | 26           | 1            | 0    | 0   | 1             | 0             | —       | —       | —    | —    | 27        | 1         |
| Tổng cộng sự nghiệp | Tổng cộng sự nghiệp | Tổng cộng sự nghiệp         | 61           | 4            | 5    | 1   | 2             | 0             | 0       | 0       | 0    | 0    | 68        | 5         |